# Dmitrij Chvorostovskij
Dmitrij Alexandrovič Chvorostovskij (rusky Дми́трий Алекса́ндрович Хворосто́вский; 16. října 1962 Krasnojarsk, Sovětský svaz – 22. listopadu 2017 Londýn) byl ruský operní pěvec, barytonista. V mezinárodním operním provozu byl znám pod anglickou formou jména Dmitri Hvorostovsky a přezdíván jako „Elvis opery“ či „Sibiřský expres“.

## Kariéra
Vypráví se, že v jeho útlém dětství a mládí měla vliv na jeho hudební vývoj hlavně jeho babička. Když se Chvorostovskij dostal do pubertálního věku, byl členem hardrockové kapely. Po tomto poněkud bouřlivějším období se začal věnovat studiu zpěvu na konzervatoři pod vedením profesorky Jekatěriny Jofel. Po pěti letech studia nastoupil v roce 1985 do opery v Krasnojarsku jako pěvec.
V krasnojarské opeře debutoval rolí Marulla v díle Giuseppe Verdiho Rigoletto. Poté vyhrál první ceny v Glinkově operní soutěži v SSSR, v roce 1988 na soutěži v Toulouse a roku 1989 v prestižní pěvecké soutěži ve velšském Cardiffu (Cardiff Singer of the World Competition). Ve finále zpíval árii Renata z opery Maškarní ples od Giuseppe Verdiho, árii Jeleckého z Čajkovského Pikové dámy a dva výstupy Rodriga z Verdiho opery Don Carlos . Původně se Dmitrij Chvorostovskij této soutěže vůbec nechtěl zúčastnit, protože měl v plánu odejít do opery v Madridu – profesorka Jofel ho musela k přihlášce v Cardiffu přimět. Chvorostovskij pak v této soutěži zvítězil, přičemž mezi účastníky byl favorizovaný Bryn Terfel (původem z Walesu), a tento úspěch nastartoval jeho hvězdnou kariéru.
Od roku 1990 začal Chvorostovskij vystupovat v předních operních domech světa, zvláště jako interpret rolí v operách Mozarta a Verdiho. Jeho repertoár obsahuje mj. Mozartovy opery Figarova svatba (hrabě Almaviva) a Don Giovanni (titulní role) a početné Verdiho opery jako Don Carlo (Rodrigo Posa), La traviata (Giorgio Germont), Il Trovatore (hrabě Luna), Rigoletto (titulní role), Simon Boccanegra (titulní role), Ernani (Carlo) a Maškarní ples (Renato). Zpíval ovšem také titulní roli v Čajkovského Evženu Oněginovi (např. 2013 ve Vídeňské státní opeře) nebo v roli Valentina v Gounodově Faustovi a Markétce.
Vystupoval například na scénách jako jsou Royal Opera House (Covent Garden) v Londýně, Metropolitní opera v New Yorku, Mariinském divadle v Petrohradu, La Scala v Miláně, Vídeňská státní opera, Bavorská státní opera v Mnichově a Pařížská opera (dříve Palais Garnier, nyní Opéra Bastille). Spolupracoval se známými dirigenty – Valerijem Gergijevem, Jamesem Levinem, Bernardem Haitinkem, Zubinem Mehtou a s již zemřelými Claudiem Abbadem a Lorinem Maazelem.
Významnou složkou repertoáru Dmitrije Chvorostovského byl vedle operního zpěvu rovněž komorní zpěv – písně Rachmaninova, Čajkovského, Musorgského, Rimského-Korsakova nebo Sviridova. Na klavír ho často doprovázel estonský klavírista Ivari Ilja.
Od roku 1994 žil Chvorostovskij v Londýně, ale do své vlasti se rád vracel. Často spolupracoval s Konstantinem Orbeljanem, šéfdirigentem Moskevského komorního orchestru, nebo se slavnými ruskými klavíristy Michailem Arkadijevem a Jevgenijem Kissinem, který rovněž žije mimo vlast.
Vystoupil několikrát v přímém přenosu Live in HD z Metropolitní opery (Evžen Oněgin - titulní role, dále 2011 Trubadúr - Luna, 2012 Ernani - Carlo, 2012 La traviata - Giorgio Germont). V sezoně Metropolitní opery 2012/2013 vystoupil jako Renato v Maškarním plese (Live in HD) a jako Rodrigo Posa v Donu Carlovi.
V létě 2015 zveřejnil Chvorostovskij informaci, že má nádor na mozku, V prosinci 2016 oznámil přerušení umělecké činnosti v opeře ze zdravotních důvodů, v témže roce vystoupil naposledy na operní scéně. V Rusku naposledy vystoupil v roce 2017.

## Výběr z diskografie

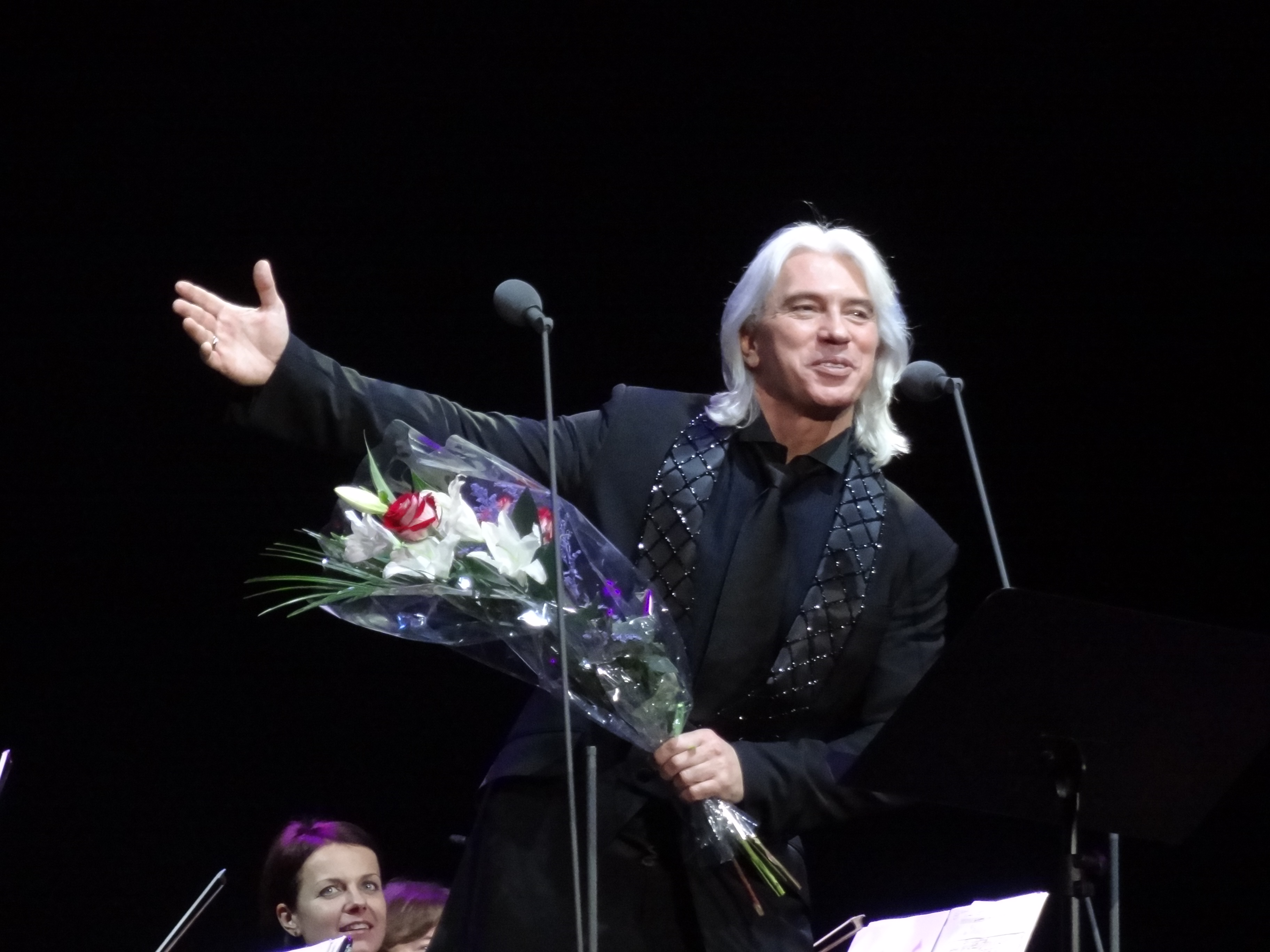
Chvorostovskij na koncertu v Petrohradu, 2013

- 2009 Verdi Opera Scenes - se sopranistkou Sondrou Radvanovsky
- 2009 CD s romancemi na verše Alexandra Sergejeviče Puškina
- 2009 CD s romancemi Čajkovského
- 2009 - Deja vu - CD s písněmi ruského skladatele Igora Krutého
- 2007 Heroes and Villains - operní árie
- 2006 2CD Portrét - árie a písně
- 2005 Verdi arias
- 2005 I met you my Love
- 2004 Sviridov, Petersburg, a vocal poem
- 2003 Písně vojenských let
- 2001 Passione di Napoli - neapolské písně
- 2000 Don Giovanni: Leporello's Revenge (i ve formě DVD) - zpívá a hraje jak Dona Giovanniho, tak i Leporella
- 1999 Carská nevěsta (Rimský-Korsakov)
- 1998 Kalinka
- 1998 Arie Antiche
- 1998 Arias and Duets (s Olgou Borodinou, ruskou mezzosopranistkou)
- 1997 Verdi : Don Carlo
- 1995 My restless soul
- 1994 Dark Eyes
- 1991 Russian Romances
- 1990 Árie Čajkovského a Verdiho

DVD - mj. Evžen Oněgin z Metropolitní opery (se sopranistkou Renée Flemingovou a tenorem Ramónem Vargasem), Trubadúr z Royal Opera House (s tenorem José Curou).

## Vystoupení v Česku

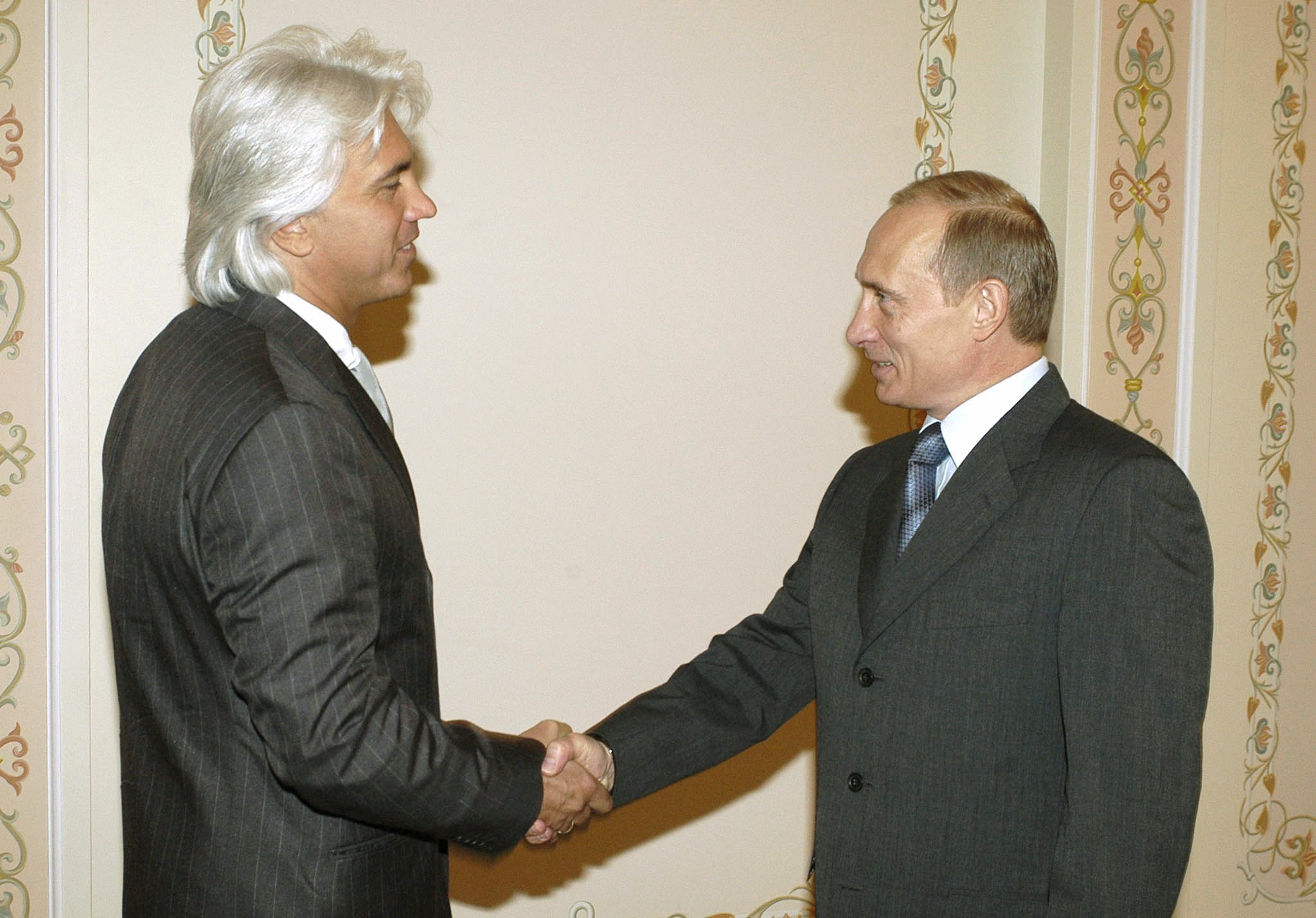
Chvorostovskij při setkání s ruským prezidentem Vladimirem Putinem v Moskvě, 2004

- 30. dubna 2000 ve Státní opeře Praha v titulní roli Čajkovského Evžena Oněgina (jednalo se o zadané, široké veřejnosti nepřístupné představení).
- 26. května 2001 na Pražském jaru ve Dvořákově síni Rudolfina, kde za klavírního doprovodu Mikhaila Arkadieva přednesl písně P. I. Čajkovského (Chtěl bych slít v jediném slově op. 26/1, Otevřel jsem okno, op. 63/2, Trýznivá chvíle, op. 28/6, Proč?, op. 38/2, To bylo zjara, op. 38/2, Žehnám vám, lesy, op. 47/5, Má múzo, má lásko, můj sne, Zase jako dříve, op. 73/6, Ať vládne den, op. 47/6) a S. Rachmaninova (Ó dlouho, dlouho, op. 4/3, Snažně tě prosím, neodcházej, op. 4/1, Jak v poledne je překrásná, op. 14/9, Včera jsem ji potkal, op. 26/13, Nezpívej, děvče, op. 4/4, Všechno si vzal, op. 26/2, Kristus vstal z mrtvých, op. 26/6, Spánek, op. 8/5, Výňatek z A. Musseta, op.2 1/6).
- 12. února 2004 ve Smetanově síni Obecního domu za doprovodu Pražské komorní filharmonie řízené Tomášem Hanusem. Hostem večera byla mezzosopranistka Marina Domašenko. Vedle árií z oper Démon (Ne plač ditia, Na vazdušnom akeane, Ja tot, katoromu vnimala ty) a Nero (Epithalamium) A. G. Rubinsteina přednesl Hvorostovsky árie Finch´han dal vino a Deh vieni alla finestra z Mozartova Dona Giovanniho, Or dove fuggo io mai? Ah! Per sempre io ti perdei z Belliniho Puritánů a Cortigiani, vil razza dannat z Verdiho Rigoletta.
- 27. srpna 2010 vystoupil v Praze na festivalu Dvořákova Praha. Ve Dvořákově síni Rudolfina zazněly za klavírního doprovodu Ivariho Ilji písně P. I. Čajkovského (Proč?, op. 6 č. 5, Láska umělcova, op. 38 č. 5, Ó, kdybys mohla, op. 38 č. 4, Na žlutá pole, op. 57 č. 2, Pimpinella (Florentinská píseň), op. 38 č. 6, Řekni, o čem zpívají ve stínu větví, op. 57 č. 1, Zapomenout tak brzy?, sine op., Ve víru plesu, op. 38 č. 3, Serenáda (Ó, dítě), op. 63 č. 6, Serenáda Dona Juana, op. 38 č. 1), dále písně N. K. Medtnera (Své sny jsem přežil, op. 3 č. 2, Blouznivci, op. 32 č. 6, Šťastná plavba, op. 15 č. 18, Noční píseň poutníka, op. 6 č. 1, Zimní večer, op. 15 č. 1) a Sergeje Rachmaninova (Je čas!, op. 14 č. 12, Nevěř, příteli, op. 14 č. 7, Byl jsem s ní, op. 14 č. 4, Odpočineme si, op. 26 č. 3, Jarní vody, op. 14 č. 11).
- 20. července 2012 vystoupil na festivalu v Českém Krumlově s programem operních árií a neapolských písní.[6]
- V červenci 2011 vystoupil Chvorostovskij v Bratislavě.
- 18. června 2016 vystoupil v Praze ve Smetanově síni Obecního domu spolu s ázerbájdžánskou sopranistkou Dinarou Alievou. Recitál doprovázel orchestr PKF – Prague Philhamonia za řízení Constantina Orbeliana.[7]